# ダウソタウソ
ダウソタウソは、日本のものまねタレントコンビ。お笑いコンビ・ダウンタウンのそっくりさんとして知られる（本人との共演も実現している）。

## メンバー
- デコピン浜ちゃん（1957年4月22日[1][2] - ）

本名：石井勝明。東京都出身。オフィス南所属。ビニールボール製造会社社長。好きな女性タレントは小川菜摘。
- 松本等しい（旧名：シークレット松本）（1963年6月22日[4] - ）

本名：岡田彦泰。東京都出身。アネット所属。元自動車教習所指導員。

## ものまねレパートリー
- ダウンタウン（石井が浜田、岡田が松本の真似をする）
- 林家ペー、林家パー子夫妻
- アントニオ猪木、大仁田厚（爆笑偽口プロレスのアントキの猪木、小仁田厚と表記）
- KinKi Kids（堂本光一、堂本剛）
- 電撃ネットワーク（公式サイトの写真を見るだけでは、石井が南部虎弾の真似をしている）
- サザンオールスターズ

その他、石井・岡田個人のレパートリーも存在する。

## 主な出演番組
- ものまねバトル（日本テレビ）
- ルックルックこんにちは（日本テレビ）
- 発表!日本ものまね大賞（フジテレビ）
- 笑っていいとも!（フジテレビ）
- HEY!HEY!HEY!（フジテレビ）
- ジャンクSPORTS（フジテレビ）
- 全日本そっくり大賞（テレビ東京）
- 愛LOVEジュニア（テレビ東京）
- アッコにおまかせ!（TBS）
- 上岡龍太郎がズバリ!（TBS）
- クイズ☆タレント名鑑（TBS）
- ものまねランキング（テレビ東京）
- ダウンタウンのガキの使いやあらへんで!!「絶対に笑ってはいけない空港24時」「絶対に笑ってはいけない名探偵24時」（日本テレビ）
  - 『空港』ではVTR出演でデコピン浜ちゃんのみが出演。ちなみに、本人達との共演は初であり、浜田本人や浜田の相方・松本もあまりのそっくり度にビックリしていた。また、同番組のレギュラー出演者でダウンタウンとの共演歴が長い山崎邦正やココリコも似すぎていると評した。
  - 『名探偵』でもデコピン浜ちゃんのみが登場し「ダウンタウンDX」の司会を務めた（ニセ松本はエキストラの老人が扮した）。
  - 2018年2月25日放送の「さようなら山崎邦正」では「Not a errand boy」を歌う際松本役として松本等しいが出演。
- 爆笑そっくりものまね紅白歌合戦スペシャル（フジテレビ）
  - 史上最強 顔も声もご本人と一緒! 爆笑そっくりものまね紅白歌合戦スペシャル（2011年5月17日・2012年2月24日）
    - 2011年5月17日の放送では、マイケル・ジャクソンのそっくりさんと対決。
    - 2012年2月24日の放送では、とんねるずのそっくりさんと対決。
    - どちらもH Jungle with tの「WOW WAR TONIGHT 〜時には起こせよムーヴメント」を披露して、どちらも勝利した。また、小室哲哉のそっくりさんのデビテツヤと共演。

  - 爆笑そっくりものまね紅白歌合戦スペシャル（2013年2月1日）
    - スペシャルコーナー「顔だけそっくりさんどっきりスペシャル」で、デコピン浜ちゃんのみが出演して、テレビ局を歩いてすれ違った浜田の後輩芸人が騙されるかどうかを検証した。

  - ドリームチーム対抗! 最強!!ものまね紅白! 史上初の頂上決戦スペシャル（2013年10月29日）
    - この回では8つのチーム対抗戦であり、「復活!! 一夜限りのHEY!HEY!HEY! スーパーヒットソングメドレー」チームとして参加。『HEY!HEY!HEY!』のパロディネタのMCとして出演。
- 水曜日のダウソタウソ（2016年9月21日、TBS）
  - 『水曜日のダウンタウン』総集編という位置づけの単発番組ではあるが、初の冠番組・MCを担当[5]。
  - 水曜日のダウンタウンでは、2019年7月24日放送の「地方ならダウソタウソでも意外とバレずにロケできちゃう説」[6]や2020年8月12日放送の「ものまね芸人がレパートリーにするときの常套句『リスペクトしてるから』怪しい説」[7]にも出演。番組の演出を務める藤井健太郎はTwitterで「ダウソタウソのニセ感大好き」とツイートしている[8]。